# دانيال رووي
دانيال رووي (24 أكتوبر 1995 بميدلزبرة في المملكة المتحدة - ) (بالإنجليزية: Daniel Rowe)‏ هو لاعب كرة قدم بريطاني في مركزي الوسط والدفاع. لعب مع نادي روذرهام يونايتد وويكمب وندررز ونادي يورك سيتي وفريكلي أثلتيك ‏ ونادي ستاليبريدج سيلتيك ونادي بارو.

## وصلات خارجية
- دانيال رووي على موقع قاعدة بيانات كرة القدم.إي يو (الإنجليزية)
- دانيال رووي على موقع Soccerbase.com (لاعب) (الإنجليزية)
- دانيال رووي على موقع Soccerway.com (الإنجليزية)